# Иоанн Кукузель
Иоанн Кукузель (ок. 1280 — ок. 1360) — византийский композитор и музыкальный теоретик, родом болгарин.
Родился в Диррахии (ныне Дуррес, Албания). Учился в Константинополе, был придворным певцом. Жил на горе Афон в монастыре Святого Афанасия.
Развил мелодику византийского церковного пения и усовершенствовал его нотацию (ввёл так называемые «кукузелевы невмы»). Автор церковных песнопений, а также теоретического трактата.